# 谷山-志村定理
谷山-志村定理（英語：Taniyama-Shimura theorem）建立椭圆曲线（代数几何的对象）和模形式（数论中用到的某种周期性全纯函数）之间的重要联系。
定理的证明由英國數學家安德鲁·怀尔斯、理查·泰勒、法國數學家克里斯多福·布勒伊、美國數學家布萊恩·康萊德和佛瑞德·戴蒙德所完成。
若p是一个质数而E是一个Q（有理数域）上的一个椭圆曲线，我们可以简化定义E的方程模p；除了有限个p值，会得到有np个元素的有限域Fp上的一个椭圆曲线。然后考虑如下序列
ap = np − p,
这是椭圆曲线E的重要的不变量。从傅里叶变换，每个模形式也会产生一个数列。一个其序列和从模形式得到的序列相同的椭圆曲线叫做模的。谷山-志村定理说：
“所有Q上的椭圆曲线是模的。”
通俗而言，椭圆方程与模形式是一一对应的，每个椭圆方程都可以用模形式表达出来，而费马大定理和谷山-志村猜想是共存关系。如果费马大定理成立则谷山-志村猜想也成立，反之亦然。

## 歷史
1955年9月，日本數學家谷山丰提出猜想。到1957年为止，他和志村五郎一起改进严格性。谷山于1958年自杀身亡。在1960年代，它和统一数学中的猜想朗兰兹纲领联系起来，并且是关键的组成部分。猜想由安德烈·韦伊于1970年代重新提起并得到推广，韦伊的名字有一段时间和它联系在一起。尽管有明显的用处，这个问题的深度在后来的发展之前并未被人们所感觉到。
1980年代，德國數學家格哈德·弗雷提出谷山-志村猜想（那时还是猜想）應該蕴含费马最后定理（即费马大定理），引发不少关注。他试图通过表明费马大定理的任何反例会导致一个非模的椭圆曲线来做到这一点。肯尼斯·阿蘭·黎貝后来证明这一结果（黎貝定理）。在1995年，安德鲁·怀尔斯和理查·泰勒证明谷山-志村定理的一个特殊情况（半稳定椭圆曲线的情况），这个特殊情况足以证明费马大定理。
完整的证明最后于1999年由布勒伊、康萊德、戴蒙德和泰勒作出，他们在怀尔斯的基础上，一块一块的逐步证明剩下的情况直到全部完成。
数论中类似于费马最后定理的几个定理可以从谷山-志村定理得到。例如：没有立方可以写成两个互质n次幂的和，n ≥ 3。（n = 3的情况已为欧拉所知）
在1996年3月，怀尔斯和加拿大數學家罗伯特·朗兰兹分享沃尔夫数学奖。虽然他们都没有完成给予他们这个成就的定理的完整形式，他们还是被认为对最终完成的证明有着决定性影响。